# Димус, Лашинда
Лашинда Димус (англ. Lashinda Demus; род. 10 марта 1983, Инглвуд, Калифорния) — американская легкоатлетка, выступавшая в беге на 400 метров и 400 метров с барьерами. Олимпийская чемпионка 2012 года, двукратная чемпионка мира.

## Биография
Училась классической средней школы Уилсона в г. Лонг-Бич, где установила национальный рекорд для школьниц в беге на 300 метров с барьерами и стала единственной школьницей, пробежавшей эту дистанцию быстрее 40 секунд. Входила в состав эстафетной команды 4×400 м, которая в 1998 году установлила национальный рекорд (второй результат в истории лёгкой атлетики на 1999 года), а затем превзошла его в 2001 году. (в 2004 году рекорд побит командой
средней технической школы Лонг-Бич).
Также участвовала в забегах на 100 м с барьерами, выиграв в 2001 году
чемпионат
межшкольной спортивной федерации Калифорнии множество других соревнований в эстафетном беге. В 1999 и 2001 она завоевала женский титул «Лучший спортсмен года среди школьников», присваиваемый журналом
Track and Field News.
Окончив среднюю школу, Лашинда поступила в Университет Южной Каролины, где стала тренироваться под руководством
Кёртиса Фрая. Её лучшие результаты составили: 55 м с/б — 7,80 с, 60 м с/б — 8,32 с, 100 м с/б — 13,35 с, 400 м с/б — 54,70 с, 400 м — 51,38 с, 800 м — 2:13.77. Во время учёбы в университете Лашинда в 2002 году стала чемпионкой мира среди юниоров, в 2004 году выиграла зимний чемпионат Национальной ассоциации студенческого спорта в беге на 400 метров, завоевала первый из трёх титулов национального чемпиона и серебряную медаль на чемпионате мира 2005 года.
В 2006 году Демус была лидером мирового сезона, однако сезон 2007 года пропустила из за рождения 5 июня сыновей Дуанте (Duante) и Дуэйна (Duaine). К отборочным соревнованиям на Олимпийские игры 2008 года она не смогла достичь лучшей формы и не попала в команду.
После рождения сыновей Лашинда с семьёй переехала в Калифорнию в дом своей матери в Палмдейле и стала преподавателем в школе Уилсона. Её мать, Йоланда Рич (Yolanda Rich, в 1977 году — член национальной сборной в беге на 400 м.), стала её тренером, а муж, Джемел Мирант (Jamel Myrant), — агентом.

## Результаты
Лучшее время на этой дистанции (52,47 с) показано на чемпионате мира в Тэгу 1 сентября 2011 года и является третьим результатом за всю историю лёгкой атлетики и рекордом США.
В 2009 году Лашинда стала чемпионкой США в беге на 400 м с барьерами, показав лучший результат сезона в мире 53,78 с и завоевав путёвку на чемпионат мира 2009 года В июле 2009 года на соревнованиях «Геркулис» в Монако она установила рекорд соревнований, показав четвёртое время в истории лёгкой ателетики — 52,63 с. С этим временем она была фаворитом чемпионата мира, однако в финале неудачно преодолела последние два барьера и пропустила вперёд олимпийскую чемпионку Мелани Уокер из Ямайки, которая финишировала со вторым результатом в истории лёгкой атлетики.

## Достижения
| Год  | Соревнования                 | Соревнования          | Место | Результат | Примечания |
| ---- | ---------------------------- | --------------------- | ----- | --------- | ---------- |
| 2002 | Чемпионат мира среди юниоров | Кингстон (Ямайка)     | 1     | 54,70     |            |
| 2005 | Чемпионат мира               | Хельсинки (Финляндия) | 2     | 53,27     |            |
| 2005 | Мировой финал                | Монте-Карло (Монако)  | 1     | 53,37     |            |
| 2006 | Мировой финал                | Штутгарт (Германия)   | 1     | 53,45     |            |
| 2006 | Кубок мира                   | Афины (Греция)        | 2     | 54,06     |            |
| 2009 | Чемпионат мира               | Берлин (Германия)     | 2     | 52,96     |            |
| 2011 | Чемпионат мира               | Тэгу (Южная Корея)    | 1     | 52,47     |            |